# Follow Me (singel Muse)
Follow Me – trzeci singiel brytyjskiej grupy alternatywno-rockowej Muse pochodzący z szóstego albumu studyjnego The 2nd Law. Wydany 7 grudnia 2012 roku, dwa miesiące po albumie studyjnym.

## Kompozycja
Utwór został stworzony wraz z grupą Nero, tworzącą muzykę elektroniczną. Dzięki temu Follow Me zawiera cechy dubstepu, tak samo jak promocyjny utwór The 2nd Law: Unsustainable. Piosenkę cechują instrumentalne elementy pochodzące z poprzednych twóch albumów studyjnych Black Holes and Revelations oraz The Resistance. Początkowy motyw utworu stanowi bicie serca jednorocznego Binghama, syna Bellamiego, które zostało nagrane iPhonem. Według Bellamiego główną tematyką Follow Me jest rodzicielstwo. 

## Wydanie
Utwór został upubliczniony dla stacji radiowych jako promocyjny singiel płyty The 2nd Law razem z utworem Panic Station 24 września 2012 roku. W październiku zespół potwierdził informację, że Follow Me będzie trzecim singlem promującym album. Podczas oczekiwania na wydanie singla grupa Muse ogłosiła kolejny singiel, wersję live utworu nagraną podczas występu w O2 Arena w ramach trasy The 2nd Law Tour. Utwór opublikowano 31 października 2012 do pobrania za darmo w formie digital download. Klip z tekstem piosenki ukazał się 1 listopada 2012 roku

## Teledysk
Teledysk do utworu Follow Me wydano 11 grudnia 2012 roku. Podobnie do klipu Resistance zawiera on nagrania z koncertów w O2 Arenie i Atlas Arenie podczas trasu The 2nd Law World Tour.

## Lista utworów
Digital download
| Nr | Tytuł utworu                                          | Długość |
| -- | ----------------------------------------------------- | ------- |
| 1. | „Follow Me” (Jacques Lu Cont's Thin White Duke Remix) | 5:54    |

Brytyjski singiel promocyjny
| Nr | Tytuł utworu                                          | Długość |
| -- | ----------------------------------------------------- | ------- |
| 1. | „Follow Me” (Album Version)                           | 3:51    |
| 2. | „Follow Me” (Jacques Lu Cont's Thin White Duke Remix) | 5:54    |

Follow Me (na żywo z koncertu w The O2 Arena - 27 października 2012, Londyn)
| Nr | Tytuł utworu          | Długość |
| -- | --------------------- | ------- |
| 1. | „Follow Me” (na żywo) | 3:58    |

## Listy przebojów
| Lista                                             | Najwyższa pozycja |
| ------------------------------------------------- | ----------------- |
| Belgia (Ultratop 50 Singles (Walonia))            | 37                |
| Belgia (Ultratop 50 (Flandria))                   | 31                |
| Francja (SNEP)                                    | 56                |
| Japonia (Japan Hot 100)                           | 37                |
| Stany Zjednoczone (Alternative Songs (Billboard)) | 19                |

## Historia wydania
| Region            | Data              | Format                   | Wytwórnia    |
| ----------------- | ----------------- | ------------------------ | ------------ |
| Europa            | 14 listopada 2012 | CD-R (CHR)               | Warner Bros. |
| Wielka Brytania   | 7 grudnia 2012    | Digital download         | Warner Bros. |
| Wielka Brytania   | 10 grudnia 2012   | CD-R (CHR)               | Warner Bros. |
| Stany Zjednoczone | 9 lipca 2013      | CD-R (rock alternatywny) | Warner Bros. |